# Seraphim
Seraphim (六翼天使) é uma banda taiwanêsa de symphonic/power metal, formada em Taipei, Taiwan. Seu estilo da música foi reconhecido extensamente em muitos sites de heavy-metal em mais de 35 países da Europa, América, Ásia, e da Oceania. Por causa esforços dos cinco dos membros e do apoio dos fans, Seraphim ocupa o top-ranking, das bandas de symphonic/power Metal de Taiwan.

## História
Assim que estabelecido em 2001, Seraphim chamaram a atenção da Magnum Music, que assinou mais tarde o contrato com esta banda. Até agora, três álbuns tinham sido emitidos, including “The Soul that Never Dies”, “The Equal Spirit”, e “Ai”. Estes álbuns foram apreciados por distribuidores famosos do álbum no Japão, na Espanha, e na Rússia. Seraphim transformou-se na única banda que toca no continente europeu, no berço do metal pesado. Esta banda é nomeada “The star of Asia” por Castelo do Pagan, um dos sites japoneses famosos de heavy-metal. Agora, os álbuns do Seraphim estão disponíveis em mais de quarenta sites em diversos países, e esperam-se ser acessíveis em mais outros países. 
Seraphim são extensamente conhecidos nos círculos internacionais da música. Para agradecer o apoio dos fans, os cinco membros do Seraphim fazem rotineiramente uma turnê em sua terra natal Taiwan. Foram convidados para tocar no Instituto da Música de Beijing Midi, e no Festival de Música em Kun-ming. Além disso, começou sua primeira turnê mundial em 2004, e os locais incluem (1) Taipei, Taichung, e kaohsiung em Taiwan, (2) em Tokyo e em Osaka em Japão, (3) em Kowloon em Hong Kong, (4) em Moscow em Rússia, (em 5) Krefeld/DOA Festical e Cosfeld na Alemanha, e (6) em Beijing e em Shanghai em China. 
Em 2007, planejaram gravar o quarto álbum, “Rising”. O Seraphim desempenhado um papel importante na história do metal pesado. 

## Significado de Seraphim
SERAPHIM Em Isaias 6
"1 No ano em que morreu o rei Uzias, eu vi o Senhor! Estava sentado num trono sublime, e o templo estava cheio com a sua glória.
2 Pairando sobre ele havia anjos, cada um com seis asas. Com duas das asas cobriam as faces; com outras duas, os pés; e com as duas últimas voavam.
3 E clamavam uns para os outros: Santo, santo, santo é o Senhor dos exércitos celestiais. Toda a Terra está cheia da sua glória.
4 Isto era expresso de tal maneira que fez tremer o templo até aos alicerces, e de repente todo o santuário se encheu de incenso."

## Membros

### Membros atuais
- Quinn Weng - Vocal
- Kessier Hsu - Guitarra
- Thiago Trinsi - Guitarra
- Mars Liu - Baixo
- Van Shaw - Bateria

### Antigos membros
- Pay Lee - Vocal
- Jax Yeh - Baixo/Vocal
- Lucas Huang - Guitarra
- Dan Chang - Guitarra
- Simon Lin - Bateria

## Discografia
- 2001 The Soul That Never Dies (不死魂)
- 2003 The Equal Spirit (平等精靈)
- 2004 Ai (愛)
- 2007 Rising (日出東方)